# Tuvull
Tuvull (Eriophorum vaginatum) är ett halvgräs.

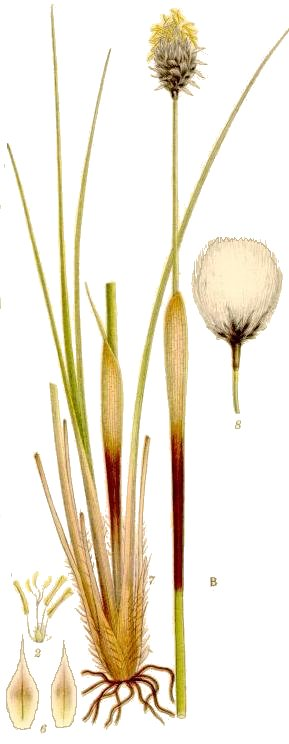
Från "Bilder ur Nordens flora"

Tuvull är en 30–70 centimeter hög stråväxt. Strået är 3–4 millimeter tjockt. På strået finns 5–7 centimeter långa uppblåsta bladslidor, den undre med smalt blad och den övre utan bladskiva. Stråtoppen bär ett ensamt ax med 2–3 centimeter långa vita ullhår. Axets bredd är cirka 5–6 millimeter. Frukten är en nöt på vilken ullhåren är fästa, och som med vindens hjälp kan flyga vida och ge upphov till nya tuvor.
Förväxlingsart är myrull, Eriophorum brachyantenum, med vilken tuvull även bildar hybrider.

## Utbredning
Tuvull i Sverige vanlig i så gott som hela landet utom Skånes kustområden i väster och söder. I Smålands kustområde, på Öland och Gotland är tuvull sällsynt.
I övrigt finns tuvull på större delen av de brittiska öarna, i centrala och östra delar av Europa samt i tempererade områden i västra Asien.

## Habitat
Fuktig, näringsfattig myrmark och hedar; även ovanför trädgränsen.
Är en viktig näringskälla för tjäderhönor, strax före äggläggningen, då dessa tuvullsax har högt näringsvärde, som tjäderhönorna begärligt betar av vid den så kallade hönveckan, på tjäderlekplatsen.

## Namnet
Släktets namn Eriphorum betyder ullbäraren. Artnamnet vaginatum betyder slidbärande, av latin vagina = slida, skida.
Synonymer
- Hadd i Södermanland [1]
- Hardun [2]
- Harull i Svealand [1]
- Madun [1]
- Myrdun [1]
- Svarthuvud i Västergötland [1]
- Svarthövda (före blomningen) i Dalarna [1]
- Svartägdä i Dalarna [1]
- Tobetel (efter blomningen) i Småland [1]
- Toböder i Halland [1]
- Toböter i Halland [1]
- Tuvdun [3]
- Tuvängsull [3]
- Ängdun (efter blomningen) i Småland [1]
- Ängsull [2] (Detta namn används ibland även om Eriophorum angustifolium.)